# Erhaltungssatz
Als Erhaltungssatz bezeichnet man in der Physik die Formulierung der beobachteten Tatsache, dass sich der Wert einer Größe, Erhaltungsgröße genannt, in bestimmten physikalischen Prozessen nicht ändert. In einem abgeschlossenen System ändern sich Erhaltungsgrößen nicht.
Der bekannteste Erhaltungssatz ist der der Energie. Umgangssprachlich lautet er: Was man vorn an Energie hineinsteckt, kommt auch hinten wieder heraus; es geht keine Energie verloren und es entsteht keine aus dem Nichts. Die allgemeinsten Erhaltungssätze gelten für die Größen Energie, Impuls, Drehimpuls, elektrische Ladung, Baryonenzahl und Leptonenzahl. Für bestimmte Klassen von physikalischen Vorgängen (siehe Grundkräfte der Physik) kommen weitere Erhaltungssätze hinzu.
Nach dem Noether-Theorem hat jede kontinuierliche Symmetrie der Wirkung einen Erhaltungssatz zur Folge, und umgekehrt gehört zu jedem Erhaltungssatz eine kontinuierliche Symmetrie der Wirkung.

## Zustände eines Systems
Erhaltungsgrößen lassen sich aus den Größen berechnen, die den Zustand eines Systems beschreiben, beispielsweise Orte und Geschwindigkeiten von Teilchen. Während sich die Zustandsgrößen bei Bewegung mit der Zeit ändern, bleiben die daraus berechneten Erhaltungsgrößen zeitlich konstant. So hängt die Energie eines Teilchens der Masse {\displaystyle m} im Potential {\displaystyle V(x)}
{\displaystyle E(x,v)={\frac {1}{2}}\,m\,v^{2}+V(x)}
von seiner Geschwindigkeit {\displaystyle v(t)} und seinem Ort {\displaystyle x(t)} ab. Auch wenn sich sowohl die Geschwindigkeit als auch der Ort im Laufe der Zeit {\displaystyle t} ändern, so bleibt die Energie
{\displaystyle {\frac {1}{2}}\,m\,v^{2}(t)+V(x(t))={\frac {1}{2}}\,m\,v^{2}(0)+V(x(0))}
zeitlich unverändert. 
Erhaltungsgrößen schränken die denkbare Bewegung des physikalischen Systems ein. Beispielsweise folgt aus der Energie- und Impulserhaltung bei der Compton-Streuung, wie die Energie des gestreuten Photons mit seinem Streuwinkel zusammenhängt und (abhängig vom Streuwinkel des Photons, der nicht festgelegt wird) mit welcher Energie und in welche Richtung sich das ursprünglich ruhende Elektron nach der Streuung bewegt.
Viele Erhaltungsgrößen sind additiv, das heißt, in Zwei- und Mehrteilchensystemen ist der Wert der additiven Erhaltungsgröße die Summe der Einzelwerte. Der Gesamtimpuls beispielsweise ist die Summe der einzelnen Impulse. Diese scheinbare Selbstverständlichkeit gilt nur für Teilchen, die nicht oder nicht mehr miteinander wechselwirken. Während der Wechselwirkung können Felder Energie und Impuls aufnehmen und an andere Teilchen übergeben.

## Beispiele
- Energieerhaltung: Die Gesamtenergie bleibt konstant (zugehörige Symmetrie: die physikalischen Abläufe hängen nicht von der Wahl des Zeitnullpunktes ab, Homogenität der Zeit).
- Impulserhaltung: Die Vektor-Summe aller Impulse bleibt konstant (zugehörige Symmetrie: Die physikalischen Abläufe hängen nicht von der Wahl des Ursprungs ab, Homogenität des Raumes).
- Drehimpulserhaltung: Die Summe aller Drehimpulse bleibt konstant (zugehörige Symmetrie: Die physikalischen Abläufe hängen nicht von der Wahl der Bezugsrichtungen ab, Isotropie des Raumes).
- Ladungserhaltung: Die (elektrische, Farb-) Ladung bleibt konstant (zugehörige Symmetrie: Die Phase des geladenen Teilchens kann beliebig gewählt werden). Ist eine Ladung in einem Gebiet als Integral einer Ladungsdichte {\displaystyle \rho (t,{\vec {x}})} über dieses Gebiet gegeben, so ist sie eine Erhaltungsgröße, wenn sie zusammen mit einer Stromdichte {\displaystyle {\vec {\jmath }}(t,{\vec {x}})} die Kontinuitätsgleichung

{\displaystyle {\frac {\partial }{\partial t}}\rho +\nabla \cdot {\vec {\jmath }}=0}
erfüllt. Dann kann sich die Ladung im Gebiet mit der Zeit nur dadurch ändern, dass Ströme durch die Oberfläche fließen.
- Baryonenzahlerhaltung und Leptonenzahlerhaltung: Sowohl die Anzahl der Baryonen (aus Quarks zusammengesetzte Fermionen) als auch die Anzahl der Leptonen (z. B. Elektronen, Neutrinos) in einem System bleibt erhalten. Dabei haben Teilchen positive und Antiteilchen negative Baryonen- bzw. Leptonenzahl.

Die Erhaltung der Baryonen- und Leptonenzahl kann nicht auf eine bekannte Symmetrieforderung zurückgeführt werden, sondern ergibt sich aus den im Standardmodell der Elementarteilchenphysik auftretenden Wechselwirkungen. In Vorschlägen für eine Große Vereinheitlichte Theorie, die über das gegenwärtige Standardmodell hinausgehen, wird die Verletzung beider Erhaltungssätze vorausgesagt, z. B. durch den Zerfall des Protons in Leptonen. Eine solche Symmetrie, die zur Erhaltung der Differenz von Baryonen- und Leptonenzahl führt, ist eine mit dem Standardmodell verträgliche zusätzliche {\displaystyle U(1)}. Trotz intensiver Suche ist bis heute Protonenzerfall nicht beobachtet worden.
- Massenerhaltung: Kein Erhaltungssatz im eigentlichen Sinne ist die Massenerhaltung. Sie gilt mit hoher Genauigkeit in der klassischen Physik (und in der Chemie bei allen Arten von chemischen Reaktionen), ist aber nur ein Grenzfall der Energieerhaltung, da Masse eine Form der Energie ist. So steigt die Masse eines Körpers bei Erwärmung, wenn auch extrem geringfügig. Sobald sich Teilchen ineinander umwandeln können, wird die Massenerhaltung deutlich messbar verletzt. Beispielsweise ist bei radioaktiven Zerfällen von Atomkernen die Masse des Mutterteilchens größer als die Summe der Massen der Tochterteilchen. Zur Massenerhaltung in der Strömungsmechanik gibt es keine zugehörige Symmetrie, da die Gleichungen der Strömungsmechanik nicht aus einem Wirkungsprinzip stammen.

## Erhaltungsgrößen und Integrabilität
Besitzt das betrachtete physikalische System so viele Erhaltungsgrößen {\displaystyle E_{i}} wie Freiheitsgrade, so lässt sich die zeitliche Entwicklung durch Integrale angeben. Man spricht von einem integrablen System, wenn die {\displaystyle E_{i}} in Involution sind, das heißt die Poisson-Klammer
{\displaystyle \left\{E_{i},E_{j}\right\}=0}
für alle {\displaystyle i}, {\displaystyle j} Null wird.
Dies entspricht der Vertauschbarkeit der zu den Erhaltungsgrößen gehörenden Symmetrietransformationen bei Hintereinanderausführung.
Im einfachsten Fall, energieerhaltende Bewegung eines Freiheitsgrades {\displaystyle x}, löst man den Energiesatz
{\displaystyle E={\frac {1}{2}}\,m\,v^{2}+V(x)}
nach der Geschwindigkeit auf
{\displaystyle v={\frac {\mathrm {d} x}{\mathrm {d} t}}=\pm {\sqrt {{\frac {2}{m}}\,(E-V)}}\,.}
Die Ableitung der Umkehrfunktion {\displaystyle t(x)}, die angibt, zu welcher Zeit das Teilchen den Ort {\displaystyle x} durchläuft, ist der Kehrwert,
{\displaystyle {\frac {\mathrm {d} t}{\mathrm {d} x}}=\pm \left({\sqrt {{\frac {2}{m}}(E-V)}}\right)^{-1}\,.}
Integriert man diese Gleichung über {\displaystyle x} von einer unteren Grenze {\displaystyle x_{0}} bis zu einer frei wählbaren oberen Grenze {\displaystyle {\bar {x}}}, so ergibt sich
{\displaystyle \int _{x_{0}}^{\bar {x}}\mathrm {d} x{\frac {\mathrm {d} t}{\mathrm {d} x}}=t({\bar {x}})-t(x_{0})=\pm \int _{x_{0}}^{\bar {x}}\mathrm {d} x\left({\sqrt {{\frac {2}{m}}(E-V(x))}}\right)^{-1}\,.}
Es liegt also die Umkehrfunktion {\displaystyle t({\bar {x}})} als Funktion der oberen Grenze
eines Integrals über die gegebene Funktion {\displaystyle \textstyle \left({\sqrt {{\frac {2}{m}}(E-V(x))}}\right)^{-1}} fest. Dabei ist die Startzeit {\displaystyle t(x_{0})} und die anfängliche Energie {\displaystyle E} frei wählbar.

## Erhaltungssätze im 19. Jahrhundert
Die Erhaltungssätze gehören zur modernen Physik des 20. Jahrhunderts. Ende des 19. Jahrhunderts listeten die großen deutschen Enzyklopädien unter „Erhaltung“ drei Themenbereiche auf: Bei „Erhaltung der Energie“ verwiesen sie direkt auf die Kraft, bei „Erhaltung der Flächen“ auf die Zentralbewegung, bei der „der Leitstrahl in gleichen Zeiten gleiche Flächenräume beschreibt“ (heute genannt: Erhaltung des Drehimpulses). Der einzige Erhaltungssatz, der als solcher breiteren Raum einnahm, war ein von den Autoren als schwierig deklarierter, der der „Erhaltung der Welt“:

„Erhaltung der Welt, in der Kirchenlehre der Akt des göttlichen Willens, durch welchen das fertig geschaffene Weltall sowohl nach seiner Materie als nach seiner Form fortdauert. Voraussetzung der E[rhaltung der Welt] ist die Schöpfung, während sich zunächst an die Lehre von der E[rhaltung der Welt] die von der auf die Menschheit gerichteten Weltregierung anschließt. Die Schwierigkeit des Begriffs liegt in dem Verhältnis derjenigen Wirkungen, welche von den sogen. zweiten Ursachen, den Natur- und Menschenkräften, ausgehen, zu der Allwirksamkeit der ersten und letzten Ursache, Gottes.“